# Ranger Motel
Ranger Motel ist das siebte Studioalbum der US-amerikanischen Country-Band Red Dirt Rangers.

## Titelliste
1. Red Dirt Roads – 4:04
2. Spice and Sugar – 4:42
3. Under the Radar – 5:15
4. Psychedelic Cowboy (Song for Sir Doug) – 5:46
5. Laveña – 3:16
6. This Time – 3:44
7. Wild Horses – 7:08
8. Enjoy the Ride – 4:31
9. Soul Satisfaction – 4:07
10. Midnight Rain – 3:02
11. Always Come Back – 3:08
12. Turn This Train Around – 3:41
13. Pennies from Heaven – 2:46
14. Stillwater – 4:05

## Hintergrund
Ranger Motel war das erste Album der Red Dirt Rangers nach fünf Jahren. Die Veröffentlichung hatte sich aufgrund eines schweren Helikopterunfalls der drei Bandmitglieder verzögert. Es war zudem das letzte Album, das in den Church Studios in Tulsa aufgenommen wurde. Am 8. Mai 2007 wurde es von Ranger Records, dem eigenen Label der Band, veröffentlicht; später erfolgte eine Neuveröffentlichung durch das Label Luna Chica Records.
Zum Personal gehörten neben Bradley Piccolo, John Cooper und Ben Han, die seit der Gründung der Red Dirt Rangers auf jedem Album zu hören gewesen sind, erstmals auch Randy Crouch und Don Morris. Als Gastmusiker konnte unter anderem Augie Meyers gewonnen werden, dessen Musik mit den Texas Tornados großen Einfluss auf den Stil der Band hat. Produzent war Steve Ripley, der als Gitarrist der Tractors bekannt wurde und als einer der Begründer der Red-Dirt-Musikszene gilt.
Der erste, sowie der letzte Titel nehmen thematisch Bezug auf das Genre der Red Dirt-Musik beziehungsweise dessen Entstehungsort Stillwater. Mit dem Lied Wild Horses ist ein Cover der Rolling Stones enthalten. Laveña ist die Neuaufnahme des – 1991 auf der Cassette Cimarron Soul erschienenen – Songs.

## Musik
Das Album enthält sowohl Titel aus der Americana-Richtung, wie zum Beispiel Soul Satisfaction oder Spice and Sugar, als auch Titel, die der Texas Music, also einem stark Country-orientierten Stil zugerechnet werden können, wie zum Beispiel Red Dirt Roads oder Laveña. Beeinflusst wurde der Stil auf der einen Seite von dem US-amerikanischen Folk-Genre um Woody Guthrie und auf der anderen Seite von Stilrichtungen wie dem Tex-Mex.

## Rezeption
Der Redakteur von AllMusic kam bei seiner Rezension zu einem positiven Urteil. Er stellte die musikalische Mischung aus Rock ’n’ Roll, Country und Western Music heraus und verglich die Band mit dem späten Doug Sahm. Weiterhin bemerkte er, das Album enthalte einen breiteren „Songwriting-Pool“ als seine Vorgänger. Insgesamt vergab er dreieinhalb von fünf Sternen.